# Karmas stol
Karmas stol er en dansk dokumentarfilm fra 1997, der er instrueret af Hans Wessing og Maria Rytter efter manuskript af sidstnævnte.

## Handling
Denne artikel mangler et handlingsreferat. Hjælp os med at skrive det.